# タヒン
タヒンは、1985年にオラシオ・フェルナンデスによって設立されたメキシコの企業であり、香辛料のブランドでもある。主に唐辛子、ライム、塩からなる数種類の調味料を製造している。この企業の正式名称は「Empresas Tajín」で、メキシコ合衆国ハリスコ州サポパンに所在している。

## 歴史
現在「タヒン」と呼ばれている商品の元になったものは、創業者のフェルナンデスの祖母である「ママ・ネチャ」（スペイン語: Mama Necha）が作ったソースである。フェルナンデスは、このソースを粉末状にして販売したいと考え、唐辛子とライムを脱水するプロセスの開発に取り組んだ。フェルナンデスは、コロンブスによるスペインの侵略前の遺跡である、ベラクルス州にあるエル・タヒン遺跡を訪れた後に、開発した商品にこの遺跡の名前を付けることにした。1993年には米国市場に参入した。

## 商品
タヒン社で最も人気がある商品は「タヒン・クラシコ・シーズニング」（英語: Tajín Clásico seasoning）で、唐辛子を挽いたものに海塩とライム果汁を加えた調味料で、単に「タヒン」と呼ぶ際にはこの商品を指す。ピリッとした辛さのあるパウダーで、色は琥珀色ないしカーマインである。調味料として、食品、とりわけ果物にかけられることが多い。また、ビールベースのカクテルであるミチェラーダの材料として使用されることもある。
また、タヒン社は、粉末の調味料に液体をブレンドした「タヒン・スパイシー・クラシコ・スナックソース」などのサルサソースも製造している。

## ギャラリー

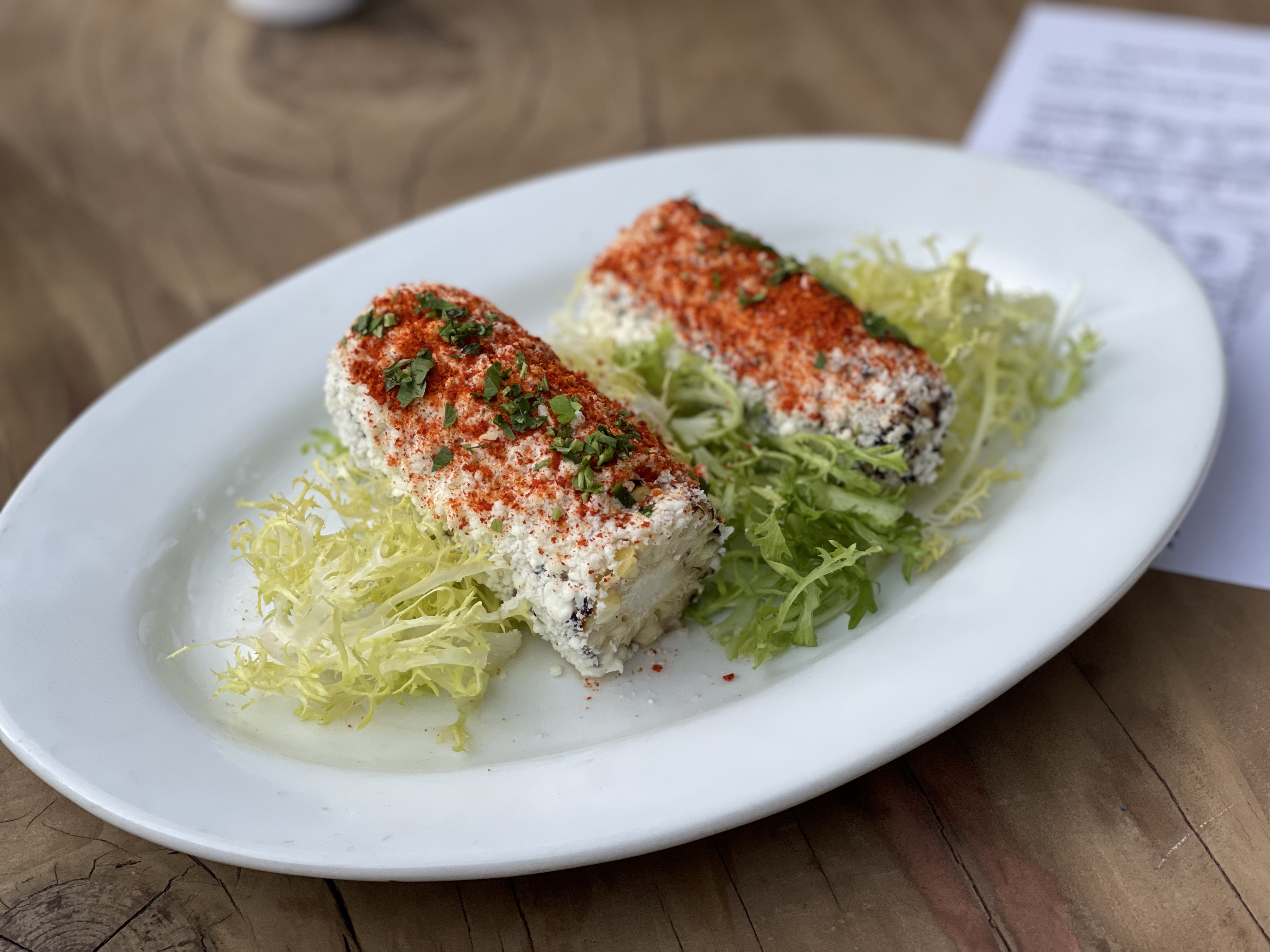
メキシコ料理におけるタヒンをかけたトウモロコシ
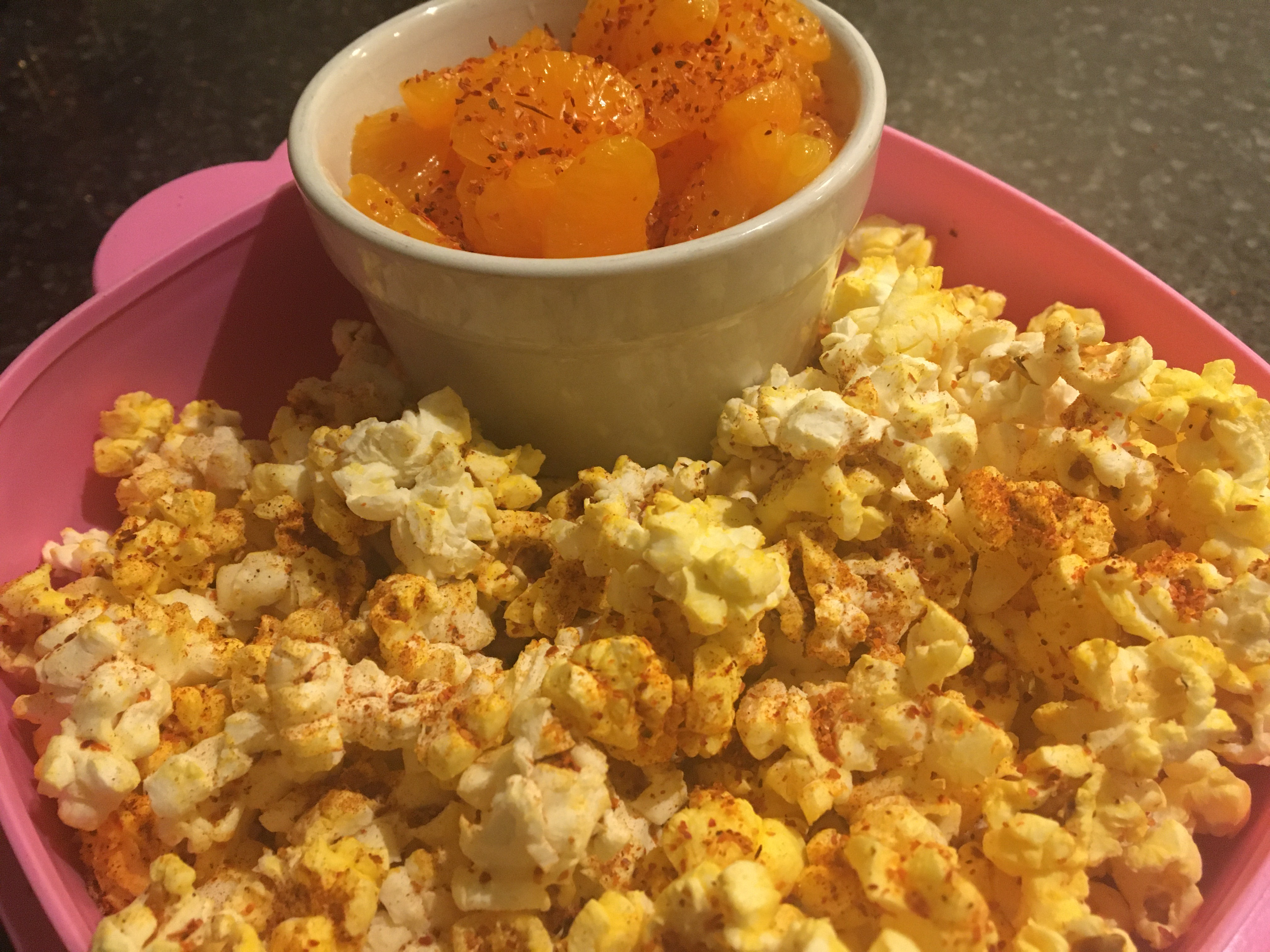
ポップコーンと小皿に盛り付けたみかんにタヒンを振りかけたもの
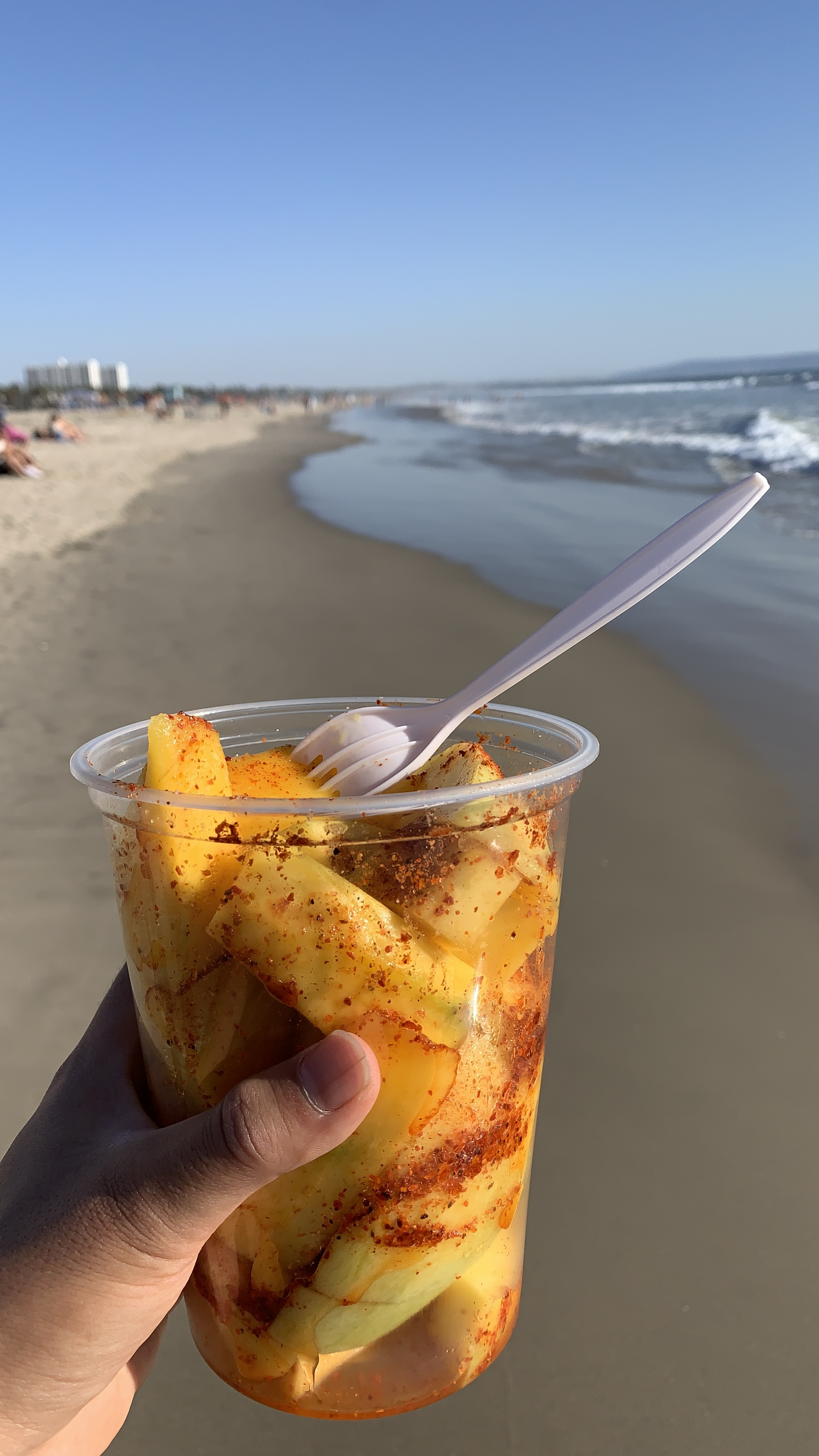
カリフォルニア州サンタモニカのお店で売られていたマンゴーのタヒン和え